# Leucauge xiuying
Leucauge xiuying är en spindelart som beskrevs av Zhu, Song och Zhang 2003. Leucauge xiuying ingår i släktet Leucauge och familjen käkspindlar. Inga underarter finns listade i Catalogue of Life.